# Wohlfahrtiodes aemulus
Wohlfahrtiodes aemulus är en tvåvingeart som beskrevs av Seguy 1940. Wohlfahrtiodes aemulus ingår i släktet Wohlfahrtiodes och familjen köttflugor.
Artens utbredningsområde är Algeriet. Inga underarter finns listade i Catalogue of Life.